# Faverges-de-la-Tour
Faverges-de-la-Tour ist eine französische Gemeinde mit 1.482 Einwohnern (Stand: 1. Januar 2022) im Département Isère in der Region Auvergne-Rhône-Alpes. Faverges-de-la-Tour gehört zum Arrondissement La Tour-du-Pin und zum Kanton La Tour-du-Pin.

## Geographie
Faverges-de-la-Tour liegt etwa 57 Kilometer ostsüdöstlich von Lyon. Umgeben wird Faverges-de-la-Tour von den Nachbargemeinden Dolomieu im Norden und Nordwesten, Corbelin im Osten und Nordosten, La Bâtie-Montgascon im Süden, Saint-Clair-de-la-Tour im Südwesten sowie La Chapelle-de-la-Tour im Westen.

## Weblinks

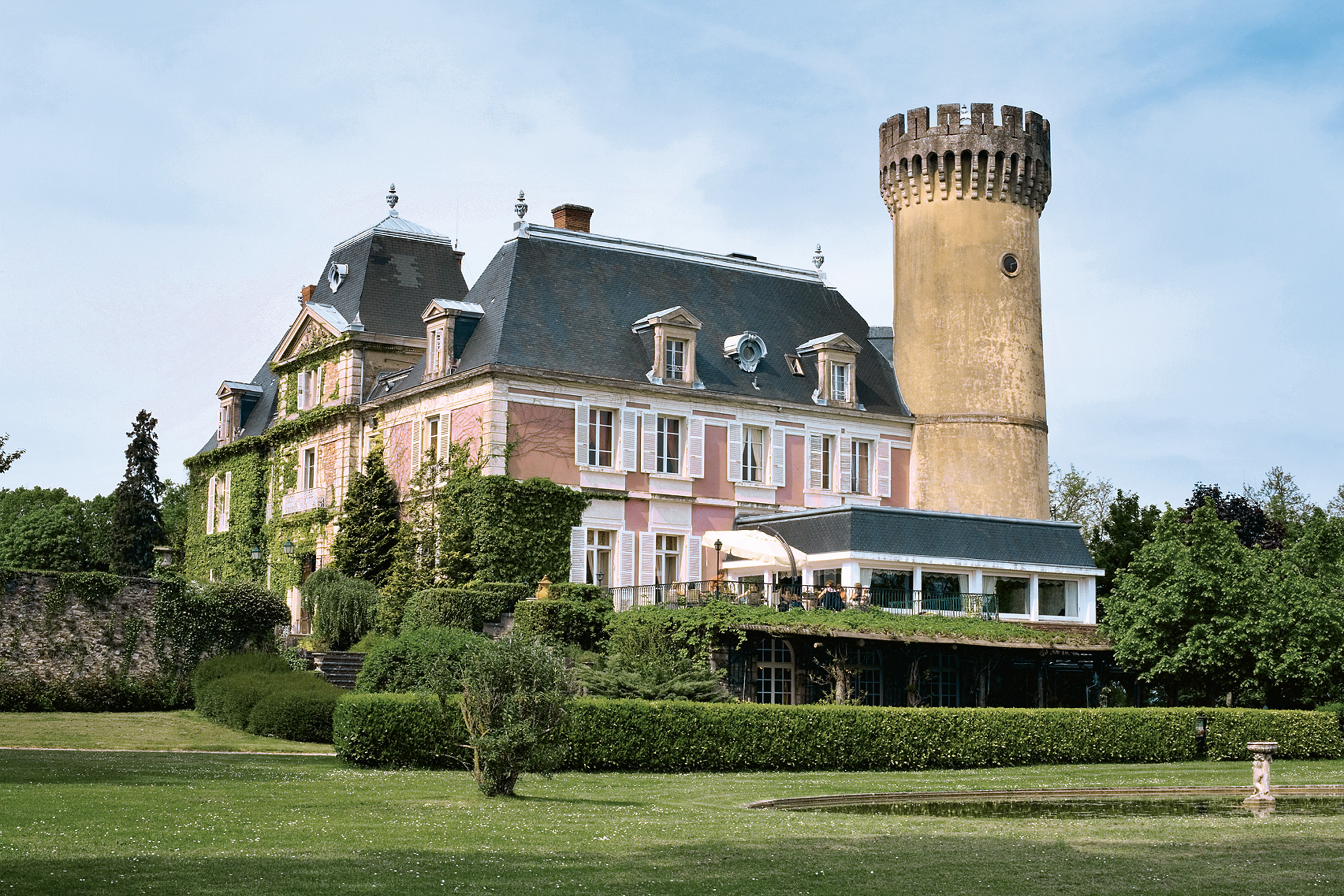
Schloss Faverges

## Bevölkerungsentwicklung
| Jahr                       | 1962 | 1968 | 1975 | 1982 | 1990 | 1999 | 2006 | 2017 |
| -------------------------- | ---- | ---- | ---- | ---- | ---- | ---- | ---- | ---- |
| Einwohner                  | 720  | 675  | 731  | 818  | 1000 | 1107 | 1265 | 1446 |
| Quellen: Cassini und INSEE |      |      |      |      |      |      |      |      |

## Sehenswürdigkeiten
- Schloss Faverges